# Spațiu interstițial
Prin spațiu interstițial (sau spațiu intercelular, lat.: Spatium intercellulare) este descrisă zona, liberă sau plină, dintre celulele unui țesut.